# نوفل بن رباح
نوفل بن رباح (مواليد 18 نوفمبر 1977) هو ملاكم تونسي، مثّل بلاده في الألعاب الأولمبية الصيفية 2000.

## روابط خارجية
نوفل بن رباح على موقع بوكس ريك (الإنجليزية) (registration required)
- نوفل بن رباح على موقع أوليمبيديا (الإنجليزية)